# Chennai Open Challenger 2023
Il Chennai Open Challenger 2023 è stato un torneo maschile di tennis giocato sul cemento. È stata la 3ª edizione del torneo, facente parte della categoria Challenger 100 nell'ambito dell'ATP Challenger Tour 2023. Si è giocato allo SDAT Tennis Stadium di Chennai, negli India, dal 13 al 19 febbraio 2023.

## Partecipanti

### Teste di serie
| Nazionalità   | Giocatore            | Ranking* | Testa di serie |
| ------------- | -------------------- | -------- | -------------- |
| Taipei cinese | Tseng Chun-hsin      | 108      | 1              |
| Australia     | James Duckworth      | 137      | 2              |
| Austria       | Sebastian Ofner      | 152      | 3              |
| Regno Unito   | Ryan Peniston        | 159      | 4              |
| Italia        | Luca Nardi           | 164      | 5              |
| Italia        | Francesco Maestrelli | 183      | 6              |
| Rep. Ceca     | Dalibor Svrčina      | 184      | 7              |
| Bulgaria      | Dimitar Kuzmanov     | 192      | 8              |

* Ranking al 6 febbraio 2023.

### Altri partecipanti
I seguenti giocatori hanno ricevuto una wild card per il tabellone principale:
- Leo Borg
- Prajnesh Gunneswaran
- Ramkumar Ramanathan

Il seguente giocatore è entrato in tabellone con il ranking protetto:
- Marc Polmans

I seguenti giocatori sono passati dalle qualificazioni:
- Mukund Sasikumar
- Alibek Kachmazov
- James McCabe
- Sumit Nagal
- Carlos Sánchez Jover
- Petr Nouza

Il seguente giocatore è entrato in tabellone come lucky loser:
- Jason Jung

## Punti e montepremi
| Torneo    | Torneo              | V      | F      | SF    | QF    | 2T    | 1T    | Q | Q2  | Q1  |
| Singolare | Punti               | 100    | 60     | 36    | 20    | 9     | 0     | 5 | 2   | 0   |
| Singolare | Premi in denaro ($) | 17 650 | 10 380 | 6 140 | 3 570 | 2 105 | 1 270 | – | 635 | 320 |
| Doppio    | Punti               | 100    | 60     | 36    | 20    | –     | 0     | – | –   | –   |
| Doppio    | Premi in denaro ($) | 7 590  | 4 400  | 2 645 | 1 570 | –     | 880   | – | –   | –   |

## Campioni

### Singolare
Max Purcell ha sconfitto in finale  Nicolas Moreno de Alboran con il punteggio di 5–7, 7–6(2), 6–4.

### Doppio
Jay Clarke /  Arjun Kadhe hanno sconfitto in finale  Sebastian Ofner /  Nino Serdarušić con il punteggio di 6–0, 6–4.